# 松本忠雄 (政治家)
松本 忠雄（まつもと ただお、1887年（明治20年）7月2日 - 1947年（昭和22年）7月4日）は、日本の衆議院議員（憲政会→立憲民政党）、ジャーナリスト。

## 経歴
長野県上水内郡瀬戸川村（現在の小川村）に、松本八重作の長男として生まれる。1909年（明治42年）、東亜同文書院を卒業。卒業後はやまと新聞の記者となるが、加藤高明憲政会総裁に見出され、その秘書となった。
1924年（大正13年）、第15回衆議院議員総選挙に出馬し、当選。以後、7回連続当選を果たした。加藤高明内閣では内閣総理大臣秘書官を務め、第1次若槻内閣では東京市助役を務めた。さらに齋藤内閣・岡田内閣で外務参与官を務め、第1次近衛内閣では外務政務次官を務めた。太平洋戦争中の1944年にニッポンタイムズ会長に就任し、戦後の1946年まで在職した。1947年、公職追放。
外務参与官・外務政務次官在任中に重要文書を筆写しており、現在、外務省外交史料館に「松本記録」として所蔵されている。

## 親族
- 中村孝次郎 - 弟[5]。大蔵官僚。北支那開発株式会社副総裁。

## 著書
- 『日支新交渉に依る帝国の利権』（清水書店、1915年）
- 『近世日本外交史研究』（博報堂出版部、1942年）